# Nova Zelândia nos Jogos Olímpicos de Verão de 2000
A Nova Zelândia participou dos Jogos Olímpicos de Verão de 2000 em Sydney, Austrália.